# 天主教佩奇教区
天主教佩奇教區（拉丁語：Dioecesis Quinque Ecclesiensis）是羅馬天主教在匈牙利的一個教區。屬考洛喬-凱奇凱梅特總教區。成立於1009年。
教區範圍包括托爾瑙州和巴蘭尼亞州。2004年有教友401,000人，佔轄區總人口64.6%。教區下轄206個堂區，有132名司鐸。主教現時出缺，榮休主教為彌額爾·毛耶爾。